# Доходность по прибыли
Доходность по прибыли (англ. earnings yield) —  доход, который получил бы акционер при распределении всей прибыли компании после уплаты налогов в виде дивидендов. Представляет собой отношение прибыли на акцию (E) на цену акции (P). Является обратной величиной соотношения «цена — прибыль».
Доходность по прибыли выражается в процентах, что позволяет сравнение данного индикатора с преобладающими долгосрочными процентными ставками (например, модель Феда).

## Приложение
Доходность по прибыли можен применяться для сравнения прибыльности отдельной акции, сектора или всего фондового рынка с доходностью облигаций. Как правило, доходность акций выше, чем доходность безрисковых казначейских облигаций правительства США (англ. treasury bonds). В то время как часть этой прибыльности уходит на выплату дивидендов, некоторая часть может быть удержана в виде нераспределенной прибыли (англ. retained earnings). Рыночная цена акций может расти или падать, отражая дополнительный риск, связанный с инвестициями в акционерный капитал.
В модели Феда доходность по прибыли используется в качестве метода оценки совокупного уровня стоимости фондового рынка, несмотря на то, что зачасто данный подход оспаривается.

## Скорректированная доходность по прибыли
Одной из разновидностей данного индикатора является расчет доходности по прибыли с поправкой на уровень задолженности и ставки налогов, присущих отдельным компаниям, предложенной Джоэлем Гринблаттом:
Доходность по прибыли = прибыль до уплаты процентов и налогов + амортизация – капитальные затраты/стоимость компании (рыночная стоимость + обязательства – денежные средства)
Данная версия расчета доходности по прибыли позволяет судить о стоимости компании по отношению к доходам, которые она генерирует. При рассмотрении доходности по прибыли, вносятся определенные корректировки в рыночную капитализацию компании с целью оценки стоимости, необходимой для покупки всей компании. Таким образом предпочтение отдается компаниям, обладающим достаточными денежными средствами, чем компаниям, имеющим большие обязательства.